# 아이오딘화 수소
아이오딘화 수소(영어: hydrogen iodide, HI)은 아이오딘과 수소의 화합물이다. 무색 기체이며 자극적인 냄새가 난다. 물에 잘 녹아 아이오딘화 수소산을 생성한다. 불연성이며 환원제, 소독, 살균제 등으로 사용되고 있다.

## 같이 보기
- 아이오딘화 수소산